# Ješov
Ješov – wieś, część gminy Luká, położona w kraju ołomunieckim, w powiecie Ołomuniec, w Czechach.